# Tavish Scott

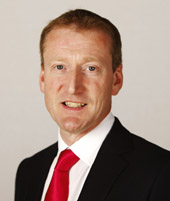
Tavish Scott

Tavish Scott (* 6. Mai 1966 in Inverness) ist ein schottischer Politiker und Mitglied der Liberal Democrats.

## Leben
Scott besuchte die Anderson High School in Lerwick und die Napier University in Edinburgh, die er mit einem Bachelorabschluss in Wirtschaft verließ. Anschließend arbeitete er für den Unterhaus-Abgeordneten Jim Wallace und wurde 1990 Pressesprecher der Liberal-Demokraten für Schottland. Scott kehrte auf die Shetlandinseln zurück und übernahm die Landwirtschaft seiner Eltern.

## Politischer Werdegang
Zwischen 1994 und 1999 war er Mitglied des Rates der Shetlandinseln. Erstmals trat Scott bei den Schottischen Parlamentswahlen 1999 zu nationalen Wahlen an. Er kandidierte im Wahlkreis Shetland und konnte das Direktmandat mit deutlichem Vorsprung vor dem Labour-Kandidaten erringen. Er zog in das neugeschaffene Schottische Parlament ein und konnte bei den folgenden Parlamentswahlen 2003, 2007, 2011 und 2016 sein Mandat verteidigen.
Ab Oktober 2000 übernahm Scott die Position des stellvertretenden Ministers für Parlamentsangelegenheiten von seinem Parteikollegen Iain Smith und gab sie Mitte März 2001 an Euan Robson ab. Zwischen Mai 2003 und Juni 2005 war Scott stellvertretender Minister für Finanzen, öffentliche Angelegenheiten und Parlamentsangelegenheiten. Anschließend übernahm er das Amt des Verkehrsministers von Nicol Stephen und übte es bis Mai 2007 aus. Im August kandidierte Scott als Nachfolger des scheidenden Nicol Stephen als Vorsitzender der Schottischen Liberal Democrats und wurde mit einem Stimmenanteil von 59 % gewählt. Als Reaktion auf das schlechte Ergebnis der Liberal Democrats bei den Parlamentswahlen 2011 trat Scott als Vorsitzender zurück. Willie Rennie wurde als Scotts Nachfolger gewählt.
Im Juni 2019 gab Scott die Aufgabe seines Parlamentssitzes für den darauffolgenden Monat bekannt, um stattdessen einen Posten beim schottischen Rugbyverband zu übernehmen. In einer Nachwahl am 29. August 2019 ging sein Sitz an die Liberaldemokratin Beatrice Wishart, obwohl sie fast 20 Prozent weniger Stimmenanteil erhielt als Scott.